# Nieuwerkerken
Nieuwerkerken este o comună din regiunea Flandra din Belgia. Comuna este formată din localitățile Nieuwerkerken, Binderveld, Kozen și Wijer. Suprafața totală a comunei este de 22,46 km². La 1 ianuarie 2008 comuna avea o populație totală de 6.707 locuitori. 
1. ↑  Crossroad Bank of Enterprises, accesat în 21 iulie 2023